# بيل بيري (كاتب)
بيل بيري (بالإنجليزية: Bill Berry) (و. 1958  م) هو طبال، وموسيقي، وكاتب أغاني، ومنتج أسطوانات، وفلاح أمريكي، ولد في دولوث، يستخدم آلات طقم طبول، وآلة إيقاعية، وهو عضوٌ في آر إي إم (يناير 1980–30 أكتوبر 1997).

## التعليم
تعلم في جامعة جورجيا، في تخصص قانون.

## وصلات خارجية
- بيل بيري على موقع IMDb (الإنجليزية)
- بيل بيري على موقع ميوزك برينز (الإنجليزية)
- بيل بيري على موقع رولينغ ستون (الإنجليزية)
- بيل بيري على موقع أول ميوزيك (الإنجليزية)
- بيل بيري على موقع ديسكوغز (الإنجليزية)
- بيل بيري على موقع قاعدة بيانات الفيلم (الإنجليزية)

- بيل بيري في قاعدة بيانات الأفلام على الإنترنت